# Río Rosario (Colonia)
El río Rosario es un río uruguayo ubicado en el departamento de Colonia. Su longitud es de 80 km. Nace en la Cuchilla Grande Inferior, cerca del límite con los departamentos de San José, Flores y Soriano, y desemboca en el Río de la Plata. 
En su cuenca se encuentra una de las zonas más pujantes del departamento, caracterizada por la presencia de descendientes de inmigrantes suizos, italianos, alemanes, franceses y austríacos, siendo las principales ciudades Rosario, La Paz (Colonia Piamontesa), Nueva Helvecia y Colonia Valdense. El Río Rosario fue, en tiempos de la fundación de esas ciudades, la principal vía de abastecimiento para la zona.
Su principal afluente es el arroyo Colla.